# Bishop's Frome
Bishop's Frome est une paroisse civile et un village du Herefordshire, en Angleterre.